# ستيفن شوارتز
ستيفن شوارتز (بالإنجليزية: Stephen Schwartz)‏ هو مؤلف وملحن وكاتب أغاني وشاعر أمريكي، ولد في 6 مارس 1948 في نيويورك في الولايات المتحدة.

## وصلات خارجية
- الموقع الرسمي
- ستيفن شوارتز على موقع IMDb (الإنجليزية)
- ستيفن شوارتز على موقع ميوزك برينز (الإنجليزية)
- ستيفن شوارتز على موقع قاعدة بيانات برودواي على الإنترنت (الإنجليزية)
- ستيفن شوارتز على موقع قاعدة بيانات برودواي على الإنترنت (الإنجليزية)
- ستيفن شوارتز على موقع أول ميوزيك (الإنجليزية)
- ستيفن شوارتز على موقع ديسكوغز (الإنجليزية)
- ستيفن شوارتز على موقع قاعدة بيانات الفيلم (الإنجليزية)